# Jason Kouchak
Jason Kouchak (ur. w Lyonie) – brytyjski pianista, kompozytor, wokalista i autor tekstów.
Wykształcenie zdobywał w Westminster School, a następnie studiował fortepian klasyczny w Royal College of Music oraz na Edinburgh University. Kouchak jest potomkiem rosyjskiego dowódcy marynarki wojennej, Aleksandra Kołczaka.

## Działalność artystyczna
Jason Kouchak jest wydał 5 albumów, z których dwa zostały nagrane w Abbey Road Studios. Występował w telewizji brytyjskiej BBC i japońskiej NHK, wykonując własne kompozycje muzyczne. Koncertował na całym świecie jako pianista klasyczny, m.in. w Hongkongu, Singapurze i Japonii.
Występował w londyńskiej Royal Festival Hall, Salle Pleyel w Paryżu, w Teatrze Maryjskim w Sankt Petersburgu i w recitalach podczas Międzynarodowego Festiwalu w Edynburgu.
Pozostałe występy obejmują “The Moon Represents My Heart”, aranżacje dla Juliana Lloyda Webbera i Cheng Jiaxin w Chelsea Arts Club podczas koncertu galowego z okazji 60 urodzin Webbera oraz koncert z okazji 200 urodzin Fryderyka Chopina z piosenkarką i aktorką Elaine Paige w 2010 roku.
Kouchak śpiewał także na występach kabaretowych w Café de Paris i Café Royal.
Jason występował podczas Galle Literary Festival 2012 razem z Tomem Stoppardem. W tym samym roku wystąpił w recitalu fortepianowym na otwarciu London Chess Classic. Występy te sprawiły, że został dyrektorem muzycznym podczas dwudziestolecia Francuskiego Festiwalu Filmowego w Wielkiej Brytanii w Londynie i Edynburgu, występując podczas Chopinowskiej rocznicy w Ambasadzie Brytyjskiej w Paryżu.

## Występy publiczne
W 1990 roku Kouchak był gościem artystycznym na obchodach 60 rocznicy urodzin brytyjskiej księżniczki Małgorzaty. W tym samym roku pojawił się również gościnnie jako pianista klasyczny na premierze filmu Hamlet Zeffirellego.
Kouchak wykonał własną interpretację utworu Sakura dla cesarza Akihito w londyńskim Muzeum Wiktorii i Alberta w 1998. Utwór ten wykonał wcześniej na imprezie charytatywnej dla ofiar trzęsienia ziemi w Kobe w 1995. Utwór ten został nagrany wraz z Julianem Lloydem Webberem na albumie Cello Moods i zaprezentowany przez łyżwiarza olimpijskiego Yuka Satō w 1999 roku.
W latach 2011 i 2013 Kouchak wykonał rosyjski utwór Ciemna noc na pokładzie HMS Belfast wraz z Royal Philharmonic Orchestra 9 maja, podczas Dnia Zwycięstwa. Skomponował także muzykę i tekst do utworu The Other Family wspólnie z bestsellerową pisarką Joanną Trollope. Jego premiera odbyła się w sali koncertowej Sage.

## Działalność społeczna i charytatywna
Jason Kouchak udziela się społecznie i charytatywnie. Między innymi brał udział w otwarciu dwóch gigantycznych szachownic dla dzieci – jednej w londyńskim Holland Parku razem ze Stuartem Conquestem w 2010 oraz w Edynburskim parku The Meadows w 2013, a także szachownicy Alicji w Krainie Czarów Johna Tenniela. Skomponował on również oficjalny utwór szachowej działalności charytatywnej CSC zatytułowany “Moving Forward”.
W 2011 roku Kouchak był fundatorem chóru dziecięcego pod nazwą „Tsubasa Children’s Choir”, który otworzył Festiwal Matsuri i wykonał utwór Jupiter podczas jubileuszu królowej brytyjskiej w 2012 na Trafalgar Square.

## Dyskografia
- Space Between Notes (2017)
- Comme d’Habitude (2011)
- Midnight Classics (2008)
- Forever (2001)
- Watercolours (1999)
- Première Impression – 1997
- Cello Moods (Sakura only)